# Gornja Rogatica
Gornja Rogatica (cyr. Горња Рогатица) – wieś w Serbii, w Wojwodinie, w okręgu północnobackim, w gminie Bačka Topola. W 2011 roku liczyła 409 mieszkańców.